# Buena Familia
Buena Familia é uma telenovela filipina exibida pela GMA Network entre 28 de julho de 2015 e 4 de março de 2016, estrelada por Kylie Padilla, Martin del Rosario, Julie Anne San Jose, Jake Vargas e Julian Trono.

## Elenco

### Elenco principal
- Angelu de Leon-Rivera como Bettina Agravante-Buena / Sally Luzanes
- Bobby Andrews como Arthur Buena
- Kylie Padilla como Celine Carter-Buena / CJ Agravante
- Julie Anne San Jose como Darlina "Darling" Buena
- Julian Trono como Edwin Buena
- Mona Louise Rey como Faye Buena
- Sheryl Cruz como Josephine Carter
- Jake Vargas como Kevin Acosta
- Martin del Rosario como Harry Atendido

### Elenco de apoio
- Jackie Rice como Iris Florencio
- Kenneth Earl Medrano como Pacoy Alvero
- Ryza Cenon como Vaness Castro
- Aicelle Santos como Olga Vergara
- Mayton Eugenio como Lauren Villacor
- Mel Kimura como Gloria Racaza
- Lou Sison como Alexis Manuel
- Tessie Tomas como Marissa Agravante
- Dino Guevarra como Quentin Monsanto
- Pinky Amador como Sandra Atendido
- Kristofer Martin como Zach Michaels